# M'hammed Bayram
Pour les articles homonymes, voir Famille Bayram et Bayram.
M'hammed Bayram, né vers 1820 à Tunis et décédé en 1900 à Tunis, est un religieux et ouléma tunisien.
Né dans une famille de dignitaires religieux d'origine turque, fils de l'imam, cadi et mufti hanéfite Mustapha Bayram, il devient un professeur (mudarris) hanéfite de première classe vers les années 1860, après avoir étudié à la Zitouna. En 1867, il succède à son père comme imam de la mosquée Saheb Ettabaâ.
Il est choisi comme mufti hanéfite en 1892 puis élevé au poste de Cheikh El Islam en 1897.